# Solwerderstraat 48 (Appingedam)

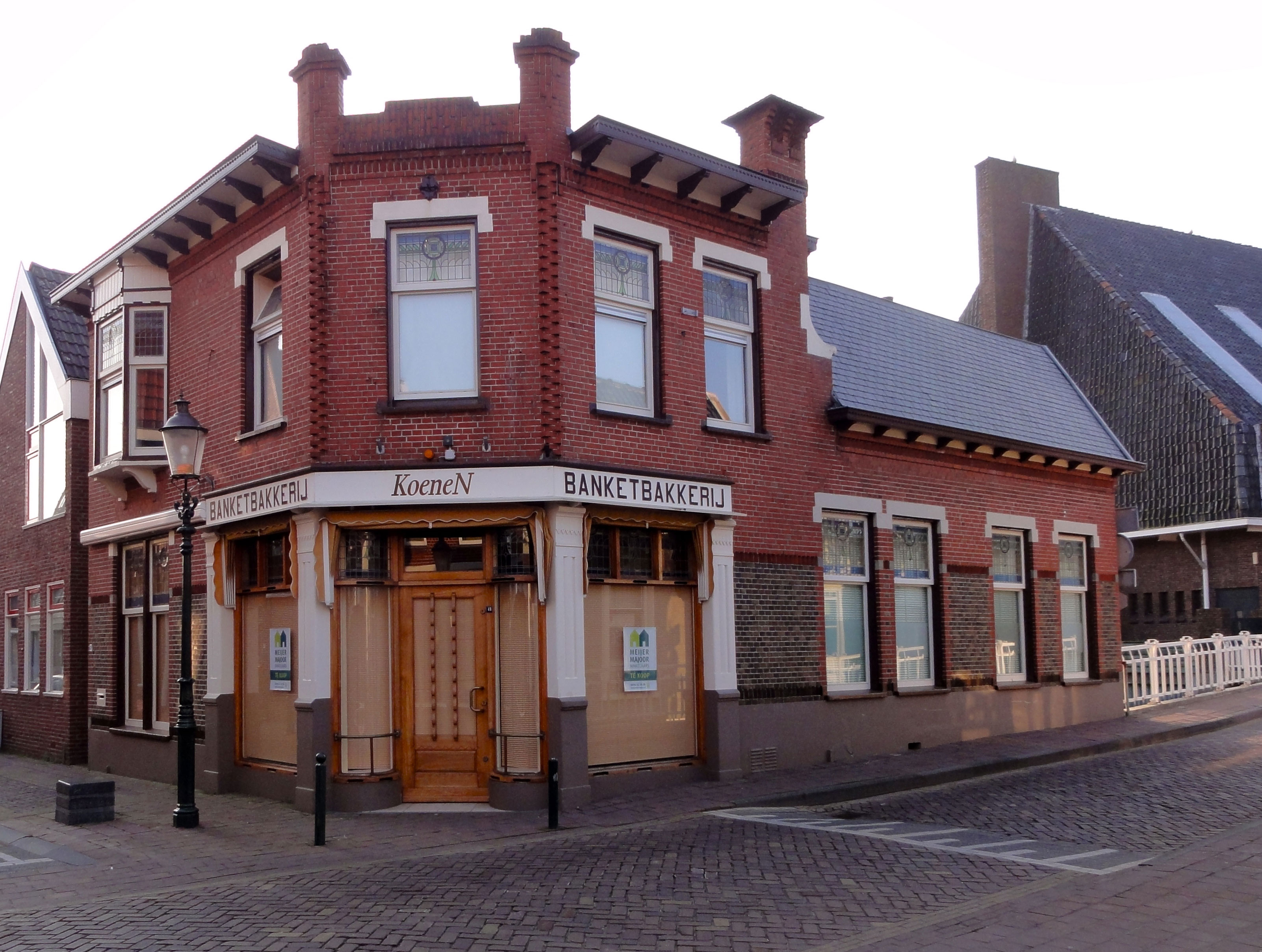
De monumentale winkel (bakkerij) aan de Solwerderstraat in Appingedam anno 2011

Het pand Solwerderstraat 48 in het Groningse Appingedam is een in 1921 gebouwde winkel/woning annex bakkerij in de stijl van de Groninger variant van de Amsterdamse School.

## Geschiedenis en beschrijving
In 1921 gaf de Appingedamster banketbakker O.J. Scherphuis de opdracht om een nieuw winkelpand annex bakkerij te bouwen op de hoek van de Solwerderstraat en de Sint Annastraat in Appingedam. Scherphuis was in 1916 getrouwd met de dochter van de architect Temme Reitsema, maar het is niet bekend of zijn schoonvader het pand heeft ontworpen.

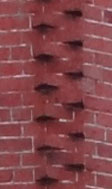
Fragment muizentandlijst

Het pand werd ontworpen in een aan de Amsterdamse School verwante stijl. In de pui zijn art-deco-elementen te vinden. De ingang van de bakkerij bevindt zich in een aan de noordwestzijde afgeschuinde hoek. Boven de ingang bevindt zich een raam in een deel van de gevel, dat omlijst wordt door zogenaamde muizentandlijsten, die bekroond worden met twee torenachtige pijlers, die boven het dak uitsteken. Naast de ingang bevinden zich ter weerszijden twee etalage ramen tussen gedecoreerde pilasters en onder een latei met de naam van de bakkerij. Het pand is deels gebouwd in rode baksteen (de bovenzijde) en deels in verschillende soorten groengetinte baksteen (de onderzijde) op een gepleisterd trasraam. In de noordzijde bevindt zich op de verdieping een driezijdige erker. De H-vormige vensters in de gevels hebben aan de bovenzijde glas in lood. Het pand is erkend als een rijksmonument, onder meer vanwege de bijzondere vormgeving, de gaafheid, de beeldbepalende ligging en als voorbeeld van een winkelpand uit 1921, waarin invloeden van de Amsterdamse School verwerkt zijn.
Achter de bakkerij (zichtbaar op de afbeelding) bevindt zich, aan de overzijde van de brug over het Damsterdiep, de door de architect Egbert Reitsma in 1926/1927 ontworpen Gereformeerde kerk.